# Inventar-Stele

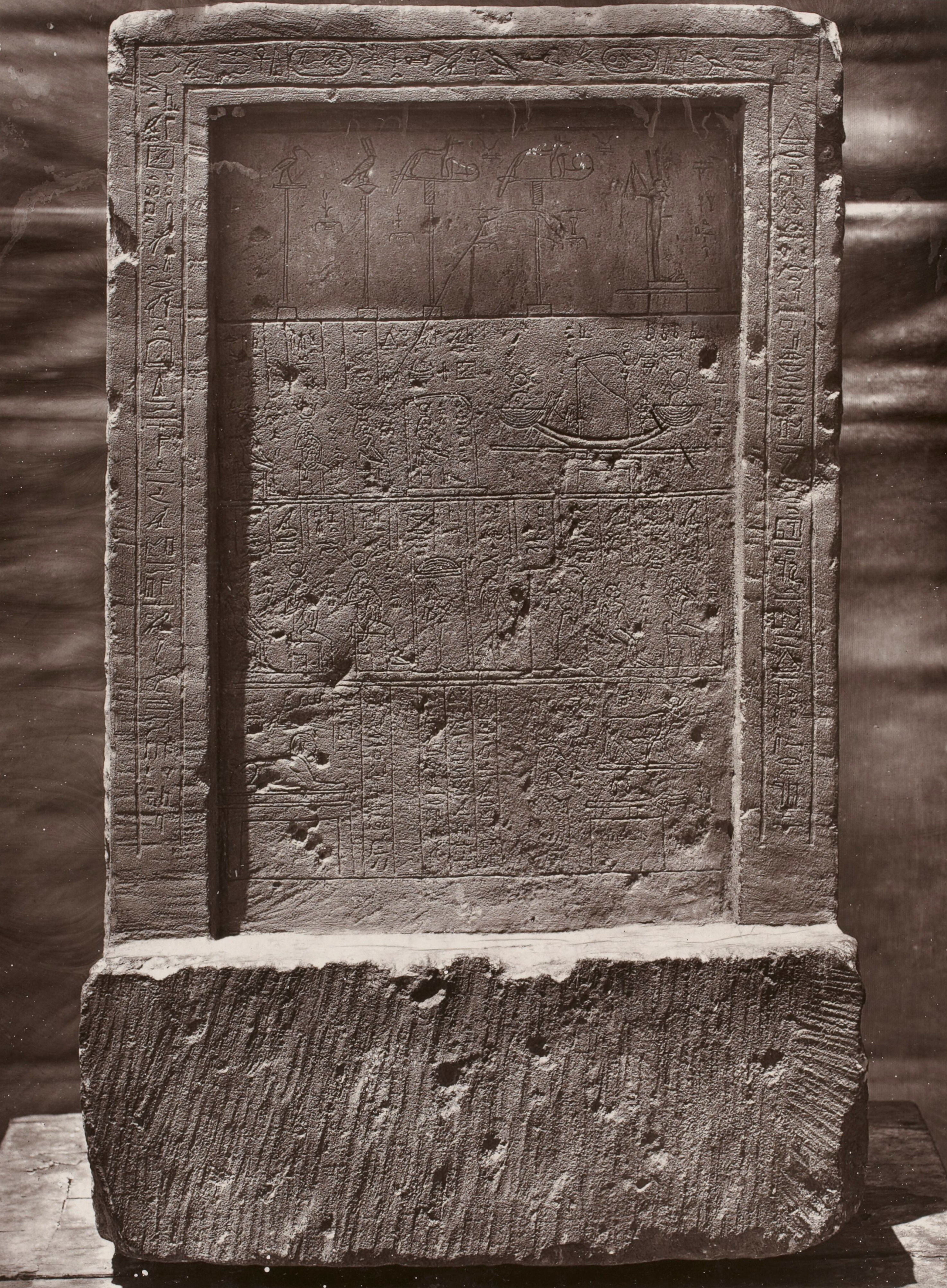
Die Inventar-Stele

Die Inventar-Stele (auch Stele der Tochter des Cheops genannt) ist ein bekanntes, altägyptisches Artefakt in Gestalt einer dekorierten Gedenktafel. Die Tafel wurde in Gizeh (Ägypten) entdeckt und wird unter anderem in protowissenschaftlichen Kreisen diskutiert. Ägyptologen und Historiker sehen in dem Artefakt eine Fälschung aus der Saïtenzeit.

## Entdeckung
Die Inventar-Stele wurde 1858 von dem französischen Archäologen Auguste Mariette in Gizeh entdeckt. Sie war Bestandteil eines Isis-Tempels, der auf den Überresten des Totentempels der Pyramide der Henutsen (Gemahlin des Cheops) gebaut wurde. Der Tempel befindet sich südöstlich der Cheops-Pyramide und etwa 300 Meter nördlich der großen Sphinx.

## Beschreibung
Die ursprüngliche und tatsächliche Größe der Inventar-Stele ist unbekannt, da sie bereits beschädigt war, als man sie fand. Die Anfertigung der Stele kann in die 26. Dynastie während der Saïtenzeit um etwa 670 v. Chr. datiert werden. Die Stele besteht aus poliertem Granit und ist mit einer umfangreichen Gedenk- und Gründungsinschrift versehen. Die Inschrift umläuft ober-, links- und rechtsseitig ein sogenanntes Erscheinungsfenster, in welchem 22 Götter abgebildet sind, für die jeweils Statuen angefertigt wurden. Diese sollen sich im Besitz des Tempels befunden haben. Anbei enthält der Widmungstext im Erscheinungsfenster eine genaue Beschreibung der Götterstatuen, nebst Material- und Größenangaben.
Hauptaugenmerk aber ist die Gründungsinschrift, welche das Erscheinungsfenster umrahmt und der zufolge der Isistempel bereits lange vor der Errichtung der Pyramiden bestanden haben soll. Die Inschrift beschreibt, wie König (Pharao) Cheops den Tempel der Isis neben dem Tempel der Sphinx vorfand und neu errichten ließ. Danach habe er seine Pyramide neben dem Tempel bauen lassen und im Abschluss der „Königstochter“ Henutsen eine eigene Pyramide gewidmet.

## Historizität
Ägyptologische Auswertungen
Ägyptologen und Historiker sehen in der Inventar-Stele eine Fälschung aus der Saïtenzeit. Die Zweifel an der Echtheit gründen vorrangig auf Anachronismen und Stilblüten, die sich im Gründungstext finden lassen. So wird zum Beispiel König Cheops bei seinem Horusnamen, Hor-Medjedu, genannt, obwohl derlei in späterer Zeit unüblich war. Normalerweise wurden verstorbene Könige nur (und ausschließlich) mit ihrem Geburtsnamen angesprochen, der von einer Königskartusche umrahmt war. Als Nächstes wird eine angebliche „Königstochter“ namens Henutsen erwähnt. Zwar ist eine Dame dieses Namens archäologisch nachgewiesen, doch ist unbekannt, wer ihre tatsächlichen Eltern waren und es liegt auch keinerlei Nachweis dafür vor, dass sie die Tochter eines Pharaos war. In Wirklichkeit war Henutsen eine Königin und außerdem die Gemahlin von Cheops selbst. Zu guter Letzt verweisen Gelehrte auf den Beinamen der Göttin Isis: sie wird auf der Inventar-Stele als „Herrin der Pyramide“ betitelt. Doch zum einen taucht der Name der Göttin erstmals erst nach Cheops, unter der Herrschaft von König Niuserre (5. Dynastie) in dessen Sonnenheiligtum, auf. Zum Zweiten ist für sie kein einziges Mal der Titel „Herrin der Pyramide“ belegt. Diesen Titel hatten ihr offenbar die Erschaffer der Gedenkstele gegeben.
Die Stele wurde nach Meinung von Ägyptologen von ortsansässigen Priestern des Isistempels angefertigt. Das Motiv dafür war vermutlich Geltungssucht, dem Isistempel sollten ein Alter und eine Ehrwürdigkeit angedichtet werden, die der Tempel nie hatte. Solcherlei Fälschungen wurden angefertigt, um Tempeln und ähnlichen Einrichtungen politische wie öffentliche Aufmerksamkeit und mehr finanzielle wie wirtschaftliche Zuwendungen zu sichern.
Protowissenschaftliche Interpretationen
In den Protowissenschaften, speziell in der Ufologie und Prä-Astronautik, wird die Inventar-Stele regelmäßig als Indiz oder gar Beweis für die Theorie herangezogen, dass die Sphinx von Gizeh und die Cheops-Pyramide viel älter sein müssen, als Ägyptologen und Historiker wahrhaben wollten. Die Stele beweise, dass Cheops die Sphinx und die Pyramide lediglich habe freilegen lassen, um Letztere dann für sich als Grab oder Kenotaph zu beanspruchen. Die archäologischen wie ägyptologischen Auswertungen werden dabei wiederholt ignoriert.